# Horizont (singel)
Horizont (ホリゾント , Horizonto?) är en singel av det japanska rockbandet MUCC. Det är deras fjärde singel från 2006 och den släpptes i två olika utföranden: en begränsad utgåva med en bonus-DVD och en standardutgåva med en nyinspelning av "Shoufu" från albumet Tsuuzetsu. Under sin första vecka på den japanska försäljningstoppen hamnade singeln på plats 14 med 10 324 sålda exemplar.

## Låtlista
1. "Horizont" (ホリゾント)
2. "Kokoiro" (心色(ココイロ))
3. "Shoufu" (娼婦)*

* Endast på standardutgåvan.

### Bonus-DVD
Endast med den begränsade utgåvan

"MUCC World Tour EXTRA in USA 'Otakon2006' 2006.8.4(fri)-5(sat) 'Rams Head Live' 2 Days" (speltid ca 43 min.)